# Daley Sinkgraven
Daley Sinkgraven (Assen, 4 luglio 1995) è un calciatore olandese, difensore o centrocampista del Fortuna Sittard.

## Caratteristiche tecniche
È un terzino sinistro o centrocampista versatile e molto dinamico capace di agire indifferentemente da mezzala, da laterale sinistro di un 4-4-2 oppure più avanti sia dietro le punte che a sinistra.
Fisicamente ancora piuttosto leggero, compensa con una buona velocità, un'ottima agilità nello stretto e tanta resistenza allo sforzo.
Molto bravo negli inserimenti in fase offensiva, non disdegna di aiutare la squadra in fase difensiva.
Quando è in possesso palla si notano buonissimi fondamentali, controllo palla elegante, buona visione di gioco ed un bel piede per pennellare cross dalla fascia ed assist in profondità millimetrici, pur non avendo nel repertorio dribbling funanbolici è bravo anche a creare superiorità numerica.

## Carriera

### Club
Nella stagione 2013-2014 ha esordito in Eredivisie con l'Heerenveen.

#### Ajax
Il 30 gennaio 2015 si trasferisce all'Ajax per 7 milioni di euro, che ne fanno l'acquisto più costoso dell'Ajax dopo quello di Miralem Sulejmani, anch'egli prelevato dall'Heerenveen. Firmato un contratto quinquennale, indossa la maglia numero 8 che apparteneva a Lerin Duarte, ceduto all'Heerenveen in prestito per sei mesi nell'ambito dell'affare. Esordisce con l'Ajax il 5 febbraio nella partita di Eredivisie persa in casa (0-1) contro l'AZ Alkmaar.; in stagione gioca in tutto 14 partite tra campionato ed UEFA Europa League.
Nella stagione 2016-2017 subisce un infortunio alla caviglia ed una successiva ricaduta. Nell'aprile 2017 si fa male al ginocchio sinistro, con due successive ricadute. Tornato in campo a luglio, subisce un nuovo infortunio, da cui recupera nel settembre 2017, mentre a novembre si opera al legamento crociato del ginocchio sinistro.
Il 17 giugno 2019, dopo aver collezionato 78 presenze e 1 gol con l’Ajax, viene ceduto per 5 milioni al Bayer Leverkusen firmano un contratto quadriennale.

### Nazionale
Ha giocato alcune partite con le nazionali giovanili olandesi.

## Statistiche

### Presenze e reti nei club
Statistiche aggiornate al 13 febbraio 2024.
| Stagione                | Squadra                 | Campionato              | Campionato | Campionato | Coppe nazionali | Coppe nazionali | Coppe nazionali | Coppe continentali | Coppe continentali | Coppe continentali | Altre coppe | Altre coppe | Altre coppe | Totale | Totale | Totale |
| Stagione                | Squadra                 | Comp                    | Pres       | Reti       | Comp            | Pres            | Reti            | Comp               | Pres               | Reti               | Comp        | Pres        | Reti        | Pres   | Reti   |        |
| ----------------------- | ----------------------- | ----------------------- | ---------- | ---------- | --------------- | --------------- | --------------- | ------------------ | ------------------ | ------------------ | ----------- | ----------- | ----------- | ------ | ------ | ------ |
| 2013-2014               | Heerenveen              | ED                      | 16         | 0          | CO              | 0               | 0               | -                  | -                  | -                  | -           | -           | -           | 16     | 0      |        |
| 2014-gen. '15           | Heerenveen              | ED                      | 20         | 4          | CO              | 0               | 0               | -                  | -                  | -                  | -           | -           | -           | 20     | 4      |        |
| Totale Heerenveen       | Totale Heerenveen       | Totale Heerenveen       | 36         | 4          |                 | 0               | 0               |                    |                    |                    |             | 0           | 0           | 36     | 4      |        |
| gen. -giu. '15          | Ajax                    | ED                      | 10         | 0          | CO              | 0               | 0               | UEL                | 4                  | 0                  |             |             |             | 14     | 0      |        |
| 2015-2016               | Ajax                    | ED                      | 16         | 0          | CO              | 2               | 0               | UCL+UEL            | 2+4                | 0+0                |             |             |             | 24     | 0      |        |
| 2016-2017               | Ajax                    | ED                      | 24         | 1          | CO              | 1               | 0               | UEL                | 7                  | 0                  |             |             |             | 32     | 1      |        |
| 2017-2018               | Ajax                    | ED                      | 4          | 0          | CO              | 1               | 0               | -                  | -                  | -                  |             |             |             | 5      | 0      |        |
| 2018-2019               | Ajax                    | ED                      | 9          | 0          | CO              | 0               | 0               | UCL                | 2                  | 0                  |             |             |             | 11     | 0      |        |
| Totale Ajax             | Totale Ajax             | Totale Ajax             | 63         | 1          |                 | 4               | 0               |                    | 19                 | 0                  |             | -           | -           | 86     | 1      |        |
| 2019-2020               | Bayer Leverkusen        | BL                      | 13         | 0          | CG              | 2               | 0               | UCL+UEL            | 2+4                | 0                  |             | -           | -           | 21     | 0      |        |
| 2020-2021               | Bayer Leverkusen        | BL                      | 22         | 0          | CG              | 1               | 0               | UEL                | 4                  | 0                  |             | -           | -           | 27     | 0      |        |
| 2021-2022               | Bayer Leverkusen        | BL                      | 12         | 0          | CG              | 2               | 0               | UEL                | 4                  | 0                  |             | -           | -           | 18     | 0      |        |
| 2022-2023               | Bayer Leverkusen        | BL                      | 12         | 0          | CG              | 0               | 0               | UCL+UEL            | 0+0                | 0+0                | -           | -           | -           | 12     | 0      |        |
| Totale Bayer Leverkusen | Totale Bayer Leverkusen | Totale Bayer Leverkusen | 59         | 0          |                 | 5               | 0               |                    | 14                 | 0                  |             | -           | -           | 78     | 0      |        |
| 2023-2024               | Las Palmas              | PD                      | 6          | 0          | CR              | 2               | 0               |                    | -                  | -                  | -           | -           | -           | 8      | 0      |        |
| Totale carriera         | Totale carriera         | Totale carriera         | 164        | 5          |                 | 11              | 0               |                    | 33                 | 0                  |             | -           | -           | 208    | 5      |        |

## Palmarès

### Club
- Coppa dei Paesi Bassi: 1

Ajax: 2018-2019
- Campionato olandese: 1

Ajax: 2018-2019